# Kościół ewangelicki w Międzyrzeczu Górnym

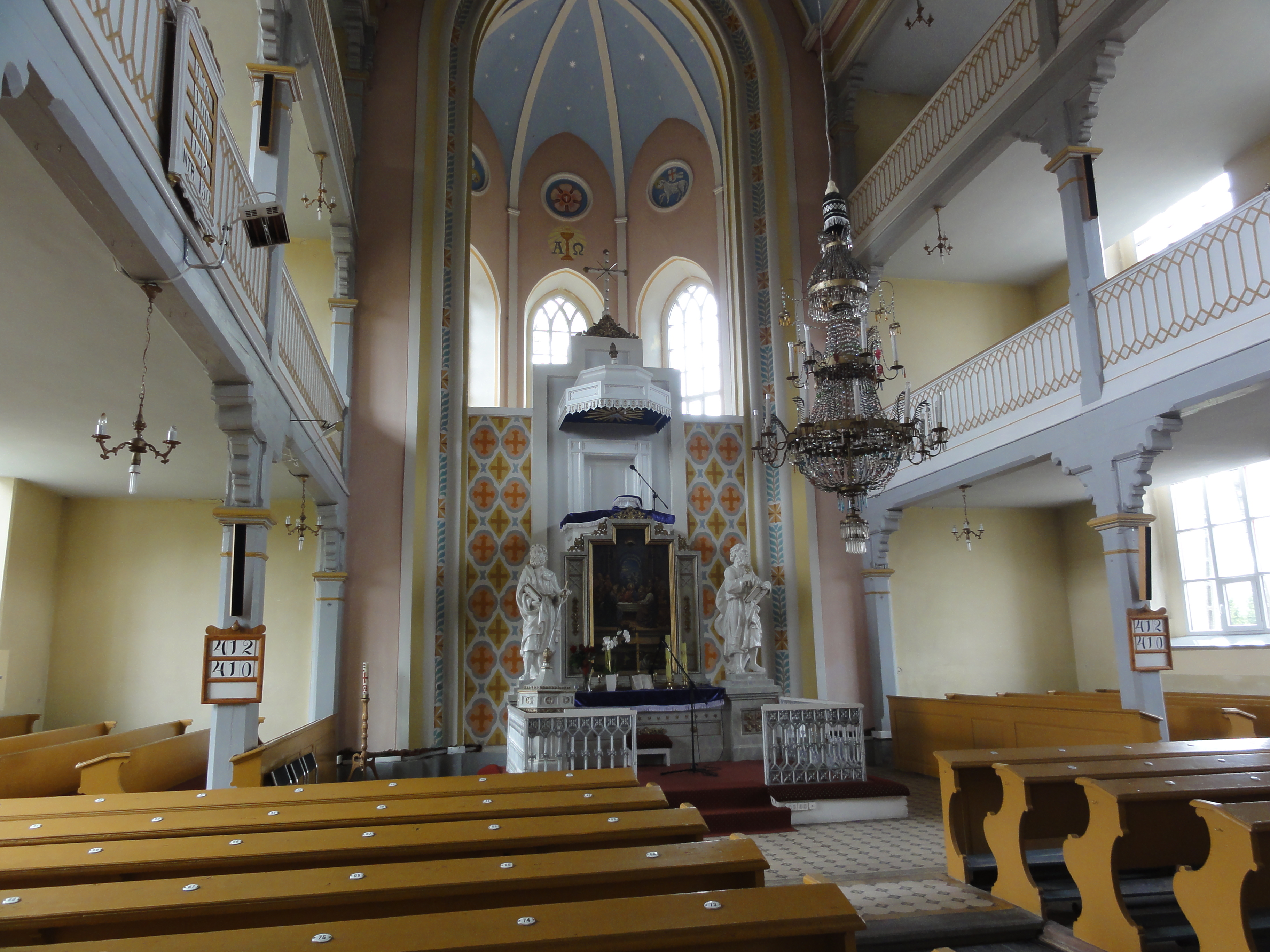
Wnętrze kościoła

Kościół ewangelicki w Międzyrzeczu Górnym – kościół ewangelicko-augsburski w Międzyrzeczu Górnym, w województwie śląskim w Polsce. Należy do parafii ewangelicko-augsburskiej w Międzyrzeczu Górnym.

## Historia
W okresie Reformacji większość mieszkańców Międzyrzecza przyjęła wyznanie ewangelickie. W latach 1565–1654 jako ewangelicki służył drewniany kościół znajdujący się we wsi.
Kiedy w 1814 r. rozpoczęto budowę kościoła w Starym Bielsku, większość ewangelików przyłączyła się do tamtejszej parafii.
W 1863 r. Jan Fuchs przekazał część swojego terenu pod budowę kościoła wraz z plebanią i szkołą w Międzyrzeczu. 23 kwietnia 1864 powstała Rada Kościelna, która ustaliła granice nowej parafii i włączyła do niej miejscowości: Bronów, Landek, Ligota, Mazańcowice, Międzyrzecze Dolne, Międzyrzecze Górne i Zabrzeg. Uroczystość poświęcenia kamienia węgielnego miała miejsce 8 września 1864 r.
Kościół poświęcono 1 listopada 1866 r. Kazanie wygłosili księża Theodor Haase i Julian Kotschy. Neogotycka świątynia projektu Szulca z Bielska posiadała neobarokowe wyposażenie.
Budynek kościoła został dwukrotnie uszkodzony. Pierwszy raz miało to miejsce w 1888 r., kiedy burza z gradem rozbiła wszystkie okna od strony północno-zachodniej. Kolejny raz świątynia uległa zniszczeniu podczas II wojny światowej. Dzięki działaniom księdza proboszcza Gustawa Molina, po zakończeniu działań wojennych kościół wyremontowano. Elewacja została odnowiona w 1982 r.
Z powodu pożaru międzyrzeckiego kościoła rzymskokatolickiego, w latach 1993-2000 w kościele ewangelickim odprawiano również msze katolickie.
W 2016 r. doszło do pożaru w zakrystii kościoła.

## Wyposażenie kościoła
Ołtarz wykonano w II połowie XIX wieku z drewna pomalowanego na biało i ze złotymi elementami. W jego środkowej części umieszczono obraz Ostatnia Wieczerza, a także drewniane figury świętego Piotra i Pawła. Ponad ołtarzem znajduje się ambona, na którą prowadzą schody rozpoczynające się za prezbiterium. Obok ołtarza ustawiono chrzcielnicę z pokrywą w kształcie odwróconego kielicha z elementami pąków kwiatów. W nawie zawieszono trzy kryształowe żyrandole.
W kościele umieszczono 48 ław na dziewięć osób, rozmieszczonych w nawie głównej oraz na emporach.
Zegar na wieży z czterema srebrnymi tarczami pochodzi z 1866 r.
Siedemnastogłosowe organy znajdujące się w kościele zostały zamówione u Karla Kuttlera z Opawy. W 2004 r. poddano je generalnemu remontowi.